# Portrait de Juliette Récamier
Portrait de Juliette Récamier est un tableau peint par François Gérard entre 1802 et 1805. Cette huile sur toile est un portrait de Juliette Récamier assise sur une chaise.
Elle est conservée au musée Carnavalet.